# Grudziądz Owczarki
Grudziądz Owczarki – stacja kolejowa w Grudziądzu, w województwie kujawsko-pomorskim o 2 niskich jednokrawędziowych peronach położonych przy jednym torze głównym zasadniczym i jednym dodatkowym. Obecnie ruch pasażerski obsługuje pociągi Regio spółki Polregio. Do 2008 r. obsługiwano pociągi w kierunku Torunia, Grudziądza i Malborka a do 2006 roku do Trójmiasta, w latach 2008–2023 nie zatrzymał się żaden pociąg osobowy, od 10 grudnia 2023 roku ponownie zatrzymują się pociągi w kierunku Grudziądza, Malborka i Tczewa.

## Połączenia
- Grudziądz
- Malbork
- Kwidzyn
- Tczew